# Chrysophyllum albipilum
Chrysophyllum albipilum är en tvåhjärtbladig växtart som beskrevs av Arthur John Cronquist. Chrysophyllum albipilum ingår i släktet Chrysophyllum och familjen Sapotaceae. IUCN kategoriserar arten globalt som sårbar. Inga underarter finns listade i Catalogue of Life.